# Delma Banks
Delma Banks Jr. (* 30. Oktober 1958) ist ein US-Amerikaner, der des Mordes verdächtig wurde. Banks wurde 1980 zum Tode verurteilt und saß 24 Jahre lang in der Todeszelle, bis 2004 das Urteil revidiert wurde. 2012 unterzeichnete Banks schließlich eine Vereinbarung mit der Anklage, mit der eine Umwandlung seiner Strafe in lebenslange Haft möglich wurde. Damit kann Banks frühestens 2024, im Alter von 65, nach 44 Jahren in Haft einen Antrag auf Bewährung stellen.

## Fall
Der damals 21-jährige Banks soll den damals 16-jährigen Richard Whitehead getötet haben, um in den Besitz von dessen Auto zu kommen. Banks war mit Whitehead befreundet und Zeugen zufolge, die die beiden am betreffenden Abend zusammen gesehen hatten, gaben an, dass es zwischen den beiden keinerlei Missstimmung gegeben habe. Für die Tat gab es keine Augenzeugen und keine Beweisgegenstände, die Banks mit Whiteheads Tod in Verbindung gebracht hätten. 
Die Anklage hatte sich vor allem auf die Aussagen von den drogenabhängigen Personen Robert Farr und Charles Cook gestützt. Cook ist wegen Raubüberfalls und Fälschung vorbestraft.

## Verfahren und geplante Hinrichtungstermine
Delma Banks war 1980 für schuldig befunden worden, Richard Whitehead ermordet zu haben. Es kam zu einem jahrelangen juristischen Tauziehen um seinen Fall. 
Im Jahr 1999 erzwang ein Bundesrichter von Bowie County die Freigabe der Fallakten. Dabei entdeckten Banks Verteidiger eine Mitschrift, aus der hervorging, dass Cook für die Aussage regelrecht trainiert worden war. Des Weiteren fand die Verteidigung heraus, dass dem zweifelhaften Informanten Farr ein Honorar von 200 US-Dollar für seine Rolle bei den Ermittlungen gezahlt worden war. Der Belastungszeuge Farr gab 1999 eine eidesstattliche Erklärung ab, nachdem er befürchtet habe, von der Polizei wegen Drogendelikten verhaftet zu werden. Er habe das ihm angebotene Geld angenommen und sich damit einverstanden erklärt, Delma Banks durch seine Aussage zu belasten. Das Oberste Gericht der USA stellte klar, dass die 1980 zuständigen Staatsanwälte den unwahren Aussagen von Cook und Farr vor Gericht Vorschub geleistet und die Geschworenen nie davon in Kenntnis gesetzt hätten, dass deren Informationen falsch waren.
Banks hatte insgesamt 16 Exekutionstermine und saß insgesamt 24 Jahre lang in der Todeszelle. Der letzte Hinrichtungstermin wurde erst zehn Minuten vor der Vollstreckung wieder verschoben.
Der Supreme Court sah 2004 jedoch in seinem Urteil als erwiesen an, dass in dem Mordprozess Zeugen der Anklage vor Gericht logen, andere Zeugen von der Polizei bezahlt worden waren und entlastende Fakten unterschlagen wurden. 
Im August 2012 unterzeichnete Banks eine Vereinbarung zwischen Anklage und Verteidigung auf Umwandlung des Strafmaßes in lebenslange Haft. Banks verpflichtete sich damit, keine weiteren Anträge gegen das Urteil zu stellen. Damit kann Banks frühestens 2024 eine Entlassung auf Bewährung beantragen.

## Öffentliche Wirkung
Organisationen von Todesstrafengegnern hatten über Jahre für eine Begnadigung von Delma Banks gekämpft. Delma Banks hatte von Anfang an seine Unschuld beteuert. 
Mehrere Richter und Politiker sowie der frühere FBI-Direktor William Sessions hatten sich für Banks eingesetzt. Der damalige Staatsanwalt James Elliott sagte dagegen nach dem Freispruch, er sei von Banks’ Schuld überzeugt und bereit für einen neuen Prozess.